# San Clemente al Vomano

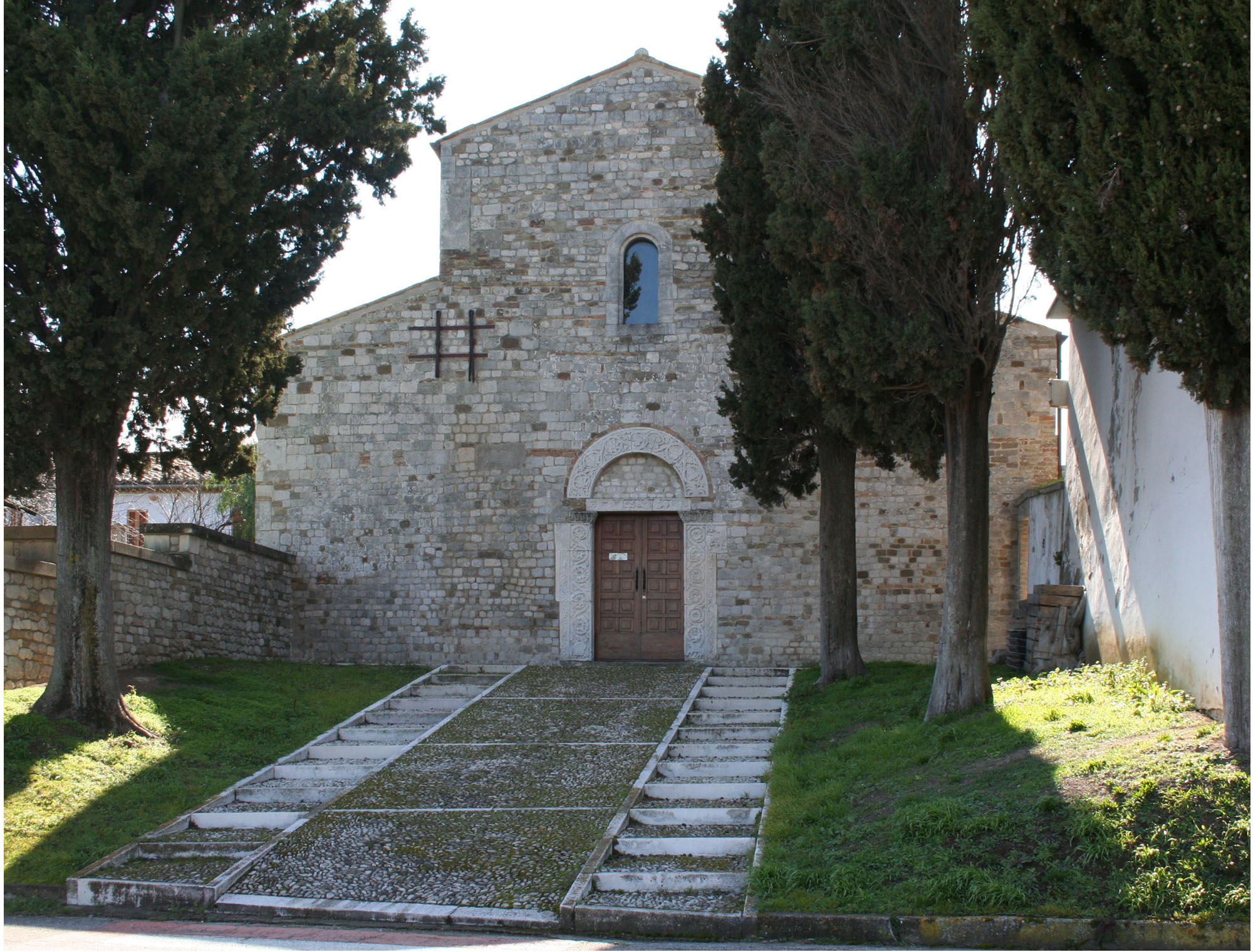
San Clemente al Vomano

San Clemente al Vomano ist eine romanische Kirche in der Nähe der Fraktion Guardia Vomano in der Gemeinde Notaresco in den Abruzzen in Italien.
Errichtet wurde die Kirche in der ersten Hälfte des 12. Jahrhunderts und vermutlich 1158 abgeschlossen.  Wegen der Hanglage gab es schon während der Bauzeit und auch später diverse statische Probleme.
Erwähnenswert ist die Kirche vor allem wegen des um 1150 gefertigten Ziboriums der Meister Robertus und Nikodemus. Hier gibt es deutliche Anklänge an islamische Architektur im Baldachin.